# フランクリン自伝
フランクリン自伝(フランクリンじでん、The Autobiography of Benjamin Franklin)は、1771年から1790年の間にベンジャミン・フランクリンによって書かれた彼自身の人生の未完の記録の一般に流布している呼称である。しかし、フランクリン自身がその作品を彼の「回想録」と呼んでいたようである。フランクリンの死後、いろいろ込み入った出版の歴史があったものの、この作品は、従来書かれた自伝の最も有名で影響力のある例の1つになっている。
フランクリンの彼の人生の説明は、彼がそれらを書いたさまざまな時期を反映して、4つの部分に分かれている。最初の3つの部分の間の物語には実際の中断があるが、パート3の物語は、執筆の中断なしにパート4に続いている。
『自伝』の1916年出版の版の「はじめに」で、編者F.W.パインはフランクリンの伝記は、フランクリンという「私たちの驚くべき歴史のすべての最も際立った業績を自力で成し遂げた人」を最大の模範として見ることができると書いている

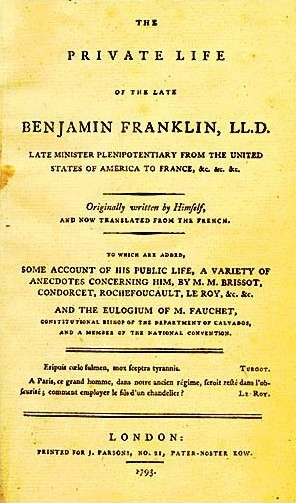

.。

## 要約

### 第一部
『自伝』の第一部は、当時（1771年）ニュージャージー州知事であったフランクリンの息子ウィリアムに宛てられている。イングランドのハンプシャー州トワイフォード在住のセント・アサフ司教の屋敷で、65歳になったフランクリンは、彼の息子に自分の父親の人生の出来事のいくつかを知っておくのも愉しいことではなかろうかと、語り始める。こうして彼は、1週間ほどのまとまった休暇の中で、ウイリアムのために筆を執るのだが、まず自分の祖父、伯父のベンジャミン、父親のジョサイア、母親アバイアのいくつかの逸話から書き始める。彼は、子ども時代、読書が好きだったこと、ボストンで印刷所を経営していた彼の兄ジェームズのところにに見習いとして働きに行ったこと、またジェームズはニューイングランド・クーラント新聞の発行元だったことなどを語る。ジョセフ・アディソンとリチャード・スティールがロンドンで発行していたスペクテイター紙の研究を通じて執筆スキルを向上させた後、彼は匿名の原稿を書き、夜に印刷所のドアの下に滑り込ませる。それを誰が書いたかも知らずに、ジェームズと彼の友人はその論文を賞賛し、それはクーラント紙に掲載され、ベンがより多くのエッセイ（匿名「沈黙のドグッド」によるエッセイ）を作成することを奨励する。ベンが、自分がその著者であることを告白したとき、ジェームズは彼のエッセイの評判がベンをあまりにも天狗にさせるのではないかと思い、憤慨する。ジェームズとベンはそれ以来、頻繁に衝突し、ベンはジェームズの下で働くことから逃げ出すすべを模索するようになる。
結局、ジェームズは植民地議会で問題に巻き込まれ、短期間勾留された上に譴責を受け、以後、新聞の刊行を禁じられた。ジェームズと彼の友人たちは、ジェームズはまだ官憲の監視下にあるが、クーラント紙は今後ベンの名前でなら出せるのではないかと思いつく。ただ、奉公人の名前で発行しているというのも、おかしな話なのでジェームズはベンの奉公人としての年季契約の裏に完全に解雇したということを明記して私に返し、いざ問いただされたらそれを見せるということになった。
ジェームズはそれでもベンを使用人として働かせる権利は確保しておきたいもので、年季奉公の残りの期間についての契約書を新しく作成して、ベンに署名させ、これは公にはしないでおくということになった。
そのうちにまた、兄弟の間で新たな意見の不一致が生じ、ベンはジェームズのもとを去ることを選択し、ジェームズもまさか新しい秘密の契約書を持ち出す度胸はないだろうと、高をくくって堂々と辞めさせてくれと主張した。（「このような相手の弱みにつけ込むようなやり方は公正ではない」と、フランクリンは反省の意を示す。)
それでも、ジェームズはベンがボストンの他の印刷所で働けないようにしてやろうと、あちこちに悪口を行って回ったので、仕事の口は見つからなかった。そこで、父や兄弟の知らないうちに、ベンはニューヨーク行きの船にこっそり乗り込んだ。
最初に訪ねた印刷屋のウィリアム・ブラッドフォード(1663年 - 1752年) は、人手が十分あって雇うことができなかったので、フィラデルフィアで印刷所をやっている息子のアンドリューが、最近職人頭が、急逝して困っているので、そこでなら使ってくれるだろうと紹介してくれた。
ベンがフィラデルフィアに到着するまでに、アンドリュー・ブラッドフォードはすでに別の従業員を雇ってしまっていたが、ベンを雇えそうな市内の別の印刷業者サミュエル・キーマーを紹介してくれる。知事のウィリアム・キース卿はフランクリンに気づき、彼が自身の事業を始めるのなら後援しようと申し出てくれる。キースの勧めで、フランクリンは印刷物を求めてロンドンに行くが、ロンドンに着いてみて、キースが約束の推薦状を書いておらず、「彼を知っている人は誰も彼のことを信用していない」ことに気付く。フランクリンは、フィラデルフィアに戻る機会が見つかるまで、ロンドンでクエーカー教徒の商人のトーマス・デナムの助手として働くことになる。しかし、デナムが病気になって死ぬと、彼はアメリカに戻り、キーマーの店に復職する。ケイマーはすぐにフランクリンの賃金が高すぎると感じ、喧嘩沙汰になり、フランクリンを辞めさせる。この時点で、同僚のヒュー・メレディスは、フランクリンと彼がパートナーシップを結んで独自の印刷店を立ち上げようと持ちかける。これはメレディスの父親からの金銭的援助によるものだが、メレディスは印刷業者として大した経験もなく、金はお酒に消えていくため、ほとんどの仕事はフランクリンがやらねばならなかった。
彼らは事業を立ち上げ、新しい新聞を始める計画をするが、キーマーはこの計画を聞いて、彼の新聞、ペンシルベニア・ガゼットを急遽出すことにする。フランクリンがキーマーから新聞を買い取り、「非常に儲かる」ところまで持っいくのに、1年の4分の3もの期間を必要とした。（サタデー・イブニング・ポストは、その歴史をフランクリンのペンシルベニア・ガゼットにまでさかのぼる。）2人のパートナーシップは、ペンシルベニア議会の指定印刷業者としての契約も勝ち取る。ところが、ヒュー・メレディスの父親が経済的に破綻し、パートナーシップの支援を継続できなくなり、2人の友人が、フランクリンに彼がビジネスを続けるのに必要なお金を貸すことを別々に申し出てくれる。メレディスは、ノースカロライナに行くことになり、パートナーシップは友好的に解消し、そしてフランクリンは各友人から必要な金額の半分を受け取り、彼自身の名前で彼のビジネスを継続することになる。この間にキーマーもなくなり、フィラデルフィアでは、老ブラッドフォード以外商売敵はいなくなる。1730年、彼はロンドンに行く前知り合っていたデボラ・リード嬢と結婚し、その後、ジャントーの助けを借りて、フィラデルフィアの会員制図書館の計画の原案を立ち上げる。ここで、第一部は終了し、フランクリンの執筆に「独立戦争が始まり、執筆は中断した」と記したメモがあり、ここから以降は一般の読者むけに執筆されたとの注記がある。

### 第二部
第二部は、1780年代初頭、フランス、パリ近郊滞在中のフランクリンが受け取った2通の手紙で始まる。いずれの手紙も、第一部を読んだ友人が「自伝」の続編の執筆を続けるように彼に促すものであった。（フランクリンは敢えて語ってはいないが、第一部を執筆した動機でもあった息子が、父親がアメリカ独立運動側に立っているにもかかわらず、イギリスの王冠の側に立っていて、親子の間で確執が起きていたことも背景にある。）
パリ郊外のパッシー村で、フランクリンは1784年に執筆を再開し、彼の公共図書館計画のより詳細な説明を始める。それから彼は彼の「道徳的完全性に到達するという大胆で骨の折れるプロジェクト」について議論し、彼が自分自身で完全にしたい13の美徳を箇条書きにする。彼は毎週の曜日ごとに縦列を、更にそれを13の赤い横線を入れ、各行の初めに美徳の頭文字を入れた。各行の相当欄にもしその日、その美徳について犯した過ちがあれば、それを黒点で記入することにした。これらの美徳の中で、彼は秩序が彼にとって維持するのが最も難しいことに気づく。彼は最終的に完璧さというものが、達成できるべきものでないことを知るが、この試みのおかげで自分自身がより良くそしてより幸せに思えるようになる。また、美徳のリストはもともとは12項目だったのだが、自分の欠点として人が、高慢を指摘するので、謙虚という徳目を追加した。パシーでの執筆は、1784年で終わる。

### 第三部
1788年8月、フランクリンはフィラデルフィアで再び執筆を開始する。しかし、独立戦争で多くの資料が失われたため、そうした資料を使って書くことが難しくなったと嘆く。かろうじて残った1730年代からの彼の小文のいくつかを引用する。一つは、彼が当時すべての宗教の「本質」であると考えた「意図された信条の実体」である。彼はこれを宗派の基礎として意図していたが、自分はプロジェクトを追求しなかったと言う。
1732年に、フランクリンはリチャード・ソンダースという仮名で「貧しいリチャードの暦」を出版し、それは非常に成功した。これは毎年1万部近く売れ、それが25年間続き、相当な収益を上げた。1734年、アイルランドからサミュエル・ヘンフィル牧師という説教者がやってきた。非常に優れた説教をしたので、フランクリンは彼を支援し、彼に代わってパンフレットを書いてやる。しかし、誰かがヘンプヒルが彼の説教の一部を他人から盗用しているといい、味方の多くも愛想を尽かして離れていった。フランクリンは彼自身の構成の貧弱な説教よりも他人からの良い説教を聞きたいと言ってこれを支持したが、非難する人たちが多数派で、牧師は他の土地に移り、フランクリンは協会に行くのを辞めた。
1733年、フランクリンは外国語の勉強を始め、フランス語はかなりマスターし、イタリア語も始めた。あとになってスペイン語にも着手した。ラテン語の学習についても語る。彼はボストンを10年ぶりに再訪し兄のジェームズと和解し、4歳の息子を天然痘で亡くしました。フランクリンのクラブ、ジュントは成長し、下部組織のクラブのクラブもできる。フランクリンは1736年に州議会の書記に選出され、初めて政治に参入する、翌年には郵便局長官の会計監査役になり、レポートの入手と新聞の購読の履行が容易になる。彼は市の監視と防火規制の改善を提案した。自分が提案してつくられたユニオン消防組合の活動を紹介する。
1739年、有名な説教者ジョージ・ホワイトフィールドがやってくる。彼らの宗教的信念には大きな隔たりがあったにもかかわらず、フランクリンは彼の説教と日記を印刷し、ホワイトフィールドを彼の家に住まわせることによって彼を支援する。
フランクリンが成功し続けるにつれて、彼は彼の印刷所の従業員が他の植民地で彼ら自身の印刷所を始めるための資金を提供するようになる。彼は、ペンシルベニアの防衛のためのいくつかの提案を含め、公共の利益のためにさらなる提案をし、それは彼にクエーカー教徒の平和主義的立場と対立することになる。
1740年に彼はフランクリンストーブ(英語版)を発明し、それが「人々の利益」のためだったので装置の特許の取得を放棄した。義勇軍の問題が落ち着いてから、彼は大学設置の問題に向かうことになる。大学設置のための寄付金募集は、5年間の分納でいいことにしたところ、5千ポンドも集まった。24人の評議員を互選し、大学管理法規を起草し、校舎を借りて、教師を招いて開講した。これは、1749年のこと(正しくは、1751年で、これがペンシルベニア大学の始まりになる。)。
フランクリンは、印刷所の実務を離れ、余生を学問の研究や実験で過ごすつもりで、電気の実験を本格的に始めようとした。すると、世間はよほど暇があるのだろうと思って、治安判事、市会議員、参事会員などの公共の仕事をあてがってきた。
インディアンとの協約を結ぶのにも関わり、1851年にはトーマス・ボンド博士がフィラデルフィアに病院を設立するのを手伝った。その後、彼はフィラデルフィアの街を舗装するのを手伝い、ロンドンで同じことをすることについてジョン・フォザギル博士に提案を作成する。フランクリンはしばらくの間、アメリカ郵政長官に会計監査官として雇われていたが、1753年に、その長官がなくなり、後任として郵政局長官になる(～1774年)。この仕事でニューイングランドにでかけた折に、ケンブリッジ大学(ハーバード大学の旧称)から修士号を授与される。その前にはイェール大学からも修士号を受けている。
翌年、フランスとの戦争が予想されるため、フランクリンを含む数人の植民地の代表者がインディアンと会い、防衛について話し合った。フランクリンはこの時点で植民地の連合の提案をするが、それは採用されなかった。ブラドック将軍は英国正規軍2個連隊を率いて到着し、フランクリンは彼が荷馬車と馬を確保するのを手伝うが、ブラドックは計画しているフロンテナック（現在のオンタリオ州キングストン）への行進中に敵対的なインディアンからの危険について、フランクリンが警告したにもかかわらず忠告に従わない。ブラドックの軍隊がその後攻撃されると、将軍は致命傷を負い、彼の軍隊は物資を放棄して逃げだす。
民兵は、ベンジャミン・フランクリンの提案に基づいて結成され、知事は、フランクリンを説得して北西部の辺境地帯の警備の任に当たらせることにした。フランクリンは息子をキャンプの補佐官として同行させ、560名の民兵を集め、グナデンハットに向かい、そこに砦を建設した。フィラデルフィアに戻ると、義勇軍の組織づくりは捗っていて彼は連隊長に選ばれる。彼の将校は彼を町中で護衛するのに、抜剣して栄誉礼で称える。こういうことは知事に対してすら行われなかったことなので、知事はフランクリンにますます恨みを抱くようになる。知事と州議会の間の軋轢は、ますますエスカレートし、結局知事はデニー大尉に交代する。
ここで、自伝は、彼の公職でのキャリアを語るのをひとまずおいて、フランクリンが、科学者として評判を得るようになった経緯について語る。彼は、電気の実験をして、それについて論文を書くがこれがイギリスで出版される。それがフランスのビュフォン伯爵の目に止まり、フランス語に翻訳され、フランスで電気の実験を既にやっていたノレの反感を買う。ノレは、フランクリンを攻撃する彼自身の手紙の本を出版する。フランクリンは、誰もが複製して実験を検証できるという理由で返答を拒否し、別のフランス人ル・ロワが、フランクリンを支持、ノレに反論する。フランクリンの本は、イタリア語、
ドイツ語にも翻訳されて、その見解は徐々に受け入れられ、ノレットの見解は破棄される。フランクリンはまた、イギリスの王立学士院の名誉会員に選ばれる。
新しいデニー知事が到着し、フランクリンに助言を求めるが、彼は自分は州議会側に立っていると断る。議会と知事の間の論争はなお続いていく。植民地知事は、領主の命令を履行するためにあくまで領主の訓令を持ち出し、議会はそれに反発する。そのうち、領主が、人民の権利ばかりか、国王に対する義務にも反する訓令を出して、代理人である知事を拘束しようとしているのを見て、州議会は、反対の請願を国王に出して弁明することにした。州議会は、この申立てにイギリスにフランクリンを送ることを決定。
この危機にイギリスからラウドン卿が、英国政府に代わって到着し、州議会と知事の調停をしようとする。フランクリンが州議会に今回の県に関してのみ、譲歩を説得し、事態の収拾をとりつけるが、その功績はラウドン卿の手柄になってしまった。それにもかかわらず、フランクリンはニューヨークに立ち寄り、彼の民兵奉仕中の彼の資金の支出に対してラウドンによって補償される試みに失敗した後、彼の息子を連れてイギリスに行く。彼らは1757年7月27日にイギリスに到着した。

### 第四部
1789年11月から1790年4月17日のフランクリンの死までの間に書かれたこのセクションは非常に短いものである。
フランクリンと彼の息子がロンドンに到着した後、フランクリンは植民地に成り代わってその大義を主張する最良の方法についてフォザギル博士から助言を受ける。フランクリンは、王が植民地の立法者であると主張する王の枢密院の議長であるグレンビル卿を訪問する。その後、フランクリンは領主たちに面会する（ここで複数になっているのは、フランクリンのものであるため、トーマス・ペン以外の人たちも関係していたと思われる）。しかし、それぞれの側はいかなる種類の合意からもほど遠い見解を繰り返す。領主はフランクリンに入植者の提訴の箇条を書面にして提出するよう求める。彼らはそれを顧問弁護士にまかせてしまうこの弁護士は高慢で気の短い男で、手続きを一年近く引き伸ばした。1年以上後、領主はついに議会に返答し、要約は「彼らの行動の薄っぺらな正当化」であると見なした。この遅れの間に、議会は知事に一般の人民と同様、領主の財産にも税を課すという課税法を可決するように迫り、法案を通過させる。そして、フランクリンはそれが国王の裁可を受け取ることができるように英国の法廷でその法を擁護する。議会がフランクリンに感謝している間、領主は知事に激怒し、訓令を守ると誓約したのにそれを破ったから罷免する、訴えてやると脅した。しかし、知事は国王陛下に対する義務のためにそうしたのであり、脅しをなんとも思わなかった。その脅しは結局実行されなかった。

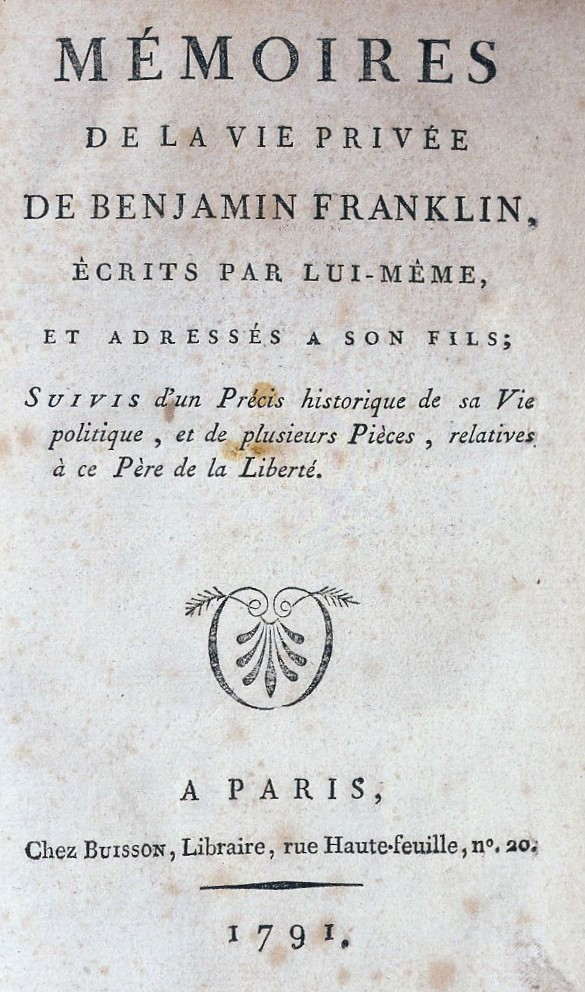
フランス語初版の表紙

## 出版の歴史
自伝はフランクリンの存命中は出版されることはなかった。1791年、初版がパリで、Mémoires de la vie privée de Benjamin Franklin(ベンジャミン・フランクリンの回想)というタイトルで刊行された。英語ではなく、フランス語での刊行であった。
この第一部の翻訳は、フランクリンが改訂する前に作成した誤謬のある写本のみを元として刊行されたものである。その後、このフランス語の翻訳は1793年のロンドンの２つの刊行物で英語に再翻訳された。、ロンドン版の1つは、第二部の断片も含む版で、1798年にフランス語に再翻訳するためのテキストとして使用された。
自伝の第三部まで含めた版は、1818年にロンドンで、フランクリンの孫、ウィリアム・テンプル・フランクリンによって、初めて英語版で刊行された。これは、「ベンジャミン・フランクリンの生涯と著作」の第1巻として出版されたものである。
W.T.フランクリンが、これに第四部を含めなかったのは、以前に自伝の元々の手書きのホログラフを最初の3つの部分のみを含むコピーと交換していたためである。さらに、彼は祖父の自伝に権限のない文体の修正を自由に加え、ベン・フランクリンの元のテキストではなく、上記の翻訳および再翻訳されたバージョンに従っている箇所もある。
WTフランクリンのテキストは、ジョン・ビゲローがフランスでオリジナルの原稿を購入し、1868年に第四部の最初の英語の出版を含む、これまでに登場した中で最も信頼できるテキストを出版するまで、半世紀の間、自伝の標準版とされてきた。
20世紀に入って、マックス・フェランとカリフォルニア州サン・マリノのハンティントン図書館スタッフによる重要な版(Benjamin Franklin's Memoirs: Parallel Text Edition, 1949)やレナードW.ラバレー による版（1964年、イェール大学出版部によるThe Papers of Benjamin Franklin）が、ビゲロー版の正確さを改善した。1981年、レオ・レメイとP.M.ザルが、ホログラフ原稿のすべての改訂と手直しを示すべく The Autobiography of Benjamin Franklin: A Genetic Text,を出版した。これは、これまでに出版されたすべての中で最も正確な版であり、Benjamin Franklin's Autobiography: A Norton Critical Editionと、ライブラリー・オブ・アメリカ版のフランクリンの著作の基礎となっている。
ベンジャミン・フランクリンの自伝は、歴史上初のフルレングスのオーディオブックになり、俳優のマイケル・ライが朗読し、1969年にリリースされている。

## 作品への反応
1916年、ヘンリー・ホルト・アンド・カンパニー版まえがきで、フランクリン・ウッドワース・パインは、フランクリンの自伝は「私たちの驚くべき歴史のすべての最も際立った業績を自力で成し遂げた人」を最大の模範として見せてくれていると記している。
フランクリンの自伝は、重要な初期のアメリカ人の記録としての歴史的価値とその文体の両方で広く賞賛されている。それはしばしばヨーロッパ人によって文学として真剣に受け止められた最初のアメリカの本と考えられている 
1905年にウィリアム・ディーン・ハウエルズは、「フランクリンの自伝は文学史上で最も偉大な自伝の1つであり、フランクリンが他の男性よりも高くそびえ立つように、他の自伝よりも高くそびえる」と述べている。1860年代までに、自伝の使用とフランクリンの産業の描写、そして執拗な自己改善の努力は、若者のための教育的な手本として広まった。
そんな事情もあって、マーク・トウェインは、「父親がフランクリンの有害な伝記を読んで以来、何百万人もの少年に苦痛をもたらした」としてフランクリンをユーモラスに非難するエッセイを書いている。
D・H・ローレンスは、1923年に著した『アメリカ古典文学研究』の第2章「中型で頑丈な嗅ぎタバコ色のフランクリン博士」 で、フランクリンが美徳の教訓を作り上げ自ら自身を誇示したと述べ、大いなる過ちとして注目すべき反論を行った。
著名な作家トウェインや、ローレンスの批判的見解にもかかわらず、自伝は現在に至るまで一貫し高く評価され、著者フランクリンの物語は偉大なる文学の古典として読まれている。自伝はフランクリンの性質が生き生きとし、その偉大さは人生の上で犯した過ちや過ち（「正誤表」）を通じ得た個人的な成功が現実的で親しみやすいものであることで、後世の人々にも十分に一生懸命働くことを促進する普遍的なものを教示している。

## 1900年までの原稿と版
原稿
- Lost original draft, 1771.
- Copy discovered by Abel James, 1782, given by John Bigelow to the Pierpont Morgan Library, MA 723.
- Le Veillard Copy, returned by Thomas Jefferson in May 1786 and lost, Veillard's translation of this text was acquired in 1908 by the Manuscript Division, Library of Congress.
- William Short Copy, ordered by Thomas Jefferson in 1786, Jefferson Papers, Manuscript Division, Library of Congress.
- William Temple Franklin Copies, purchased by Library of Congress with Henry Stevens papers in 1882, Franklin Papers, Series II, Manuscript Division, Library of Congress.
- Holograph Manuscript purchased from Church by Henry Huntington, Henry Huntington Library, San Marino, California. View annotated text and MS page images at Literature in Context: An Open Anthology of Literature.

出版された版 (1790年 – 1901年)
- Stuber, Henry. "History of the Life and Character of Benjamin Franklin." Universal Asylum and Columbian Magazine.  4 (May, June and July 1790), 268–72, 332–39, 4–9.
- Mathew Carey|Carey, Mathew. "Short sketch of the life of Dr. Franklin."  American Museum.  8 (July, November 1790), 12–20, 210–12. Internet Archive
- Franklin, Benjamin. Mémoires de la vie privée de Benjamin Franklin écrits par lui-méme, et adressés a son fils; suivis d'un précis historique de sa vie politique, et de plusieurs pièces, relatives à ce père de la liberté. Translated by Jacques Gibelin. Paris: F. Buisson Libraire, 1791.
- Franklin, Benjamin. Works of the late Doctor Benjamin Franklin: consisting of his life written by himself: together with Essays, humorous, moral & literary, chiefly in the manner of the Spectator: in two volumes.  Edited by Benjamin Vaughan and Richard Price. London: Printed for G.G.J. and J. Robinson, 1793.
- Franklin, Benjamin. The private life of the late Benjamin Franklin.  London: J. Parsons, 1793.
- Franklin, Benjamin. The life of Dr. Benjamin Franklin. Philadelphia: Benjamin Johnson, 1794.
- Franklin, Benjamin. Benjamin Franklins kleine Schriften: meist in der Manier des Zuschauers: nebst seinem Leben.  Weimar: Im Verlage des Industrie-Comptoirs, 1794.
- Franklin, Benjamin. The life of Doctor Benjamin Franklin.  Edited by Richard Price. New-London, CN: Charles Holt, 1798.
- Franklin, Benjamin. Vie de Benjamin Franklin écrite par lui-même; suivie de ses œvres morales, politiques et littéraires, dont la plus grande partie n'avoit pas encore été publiée.  Edited and translated by J. Castera. Paris: F. Buisson, 1798.
- Franklin, Benjamin. The Works of the late Dr. Benjamin Franklin; consisting of his life written by himself: together with essays humorous, moral, and literary; chiefly in the manner of the Spectator.  New York: John Tiebout, 1799.
- Franklin, Benjamin. The Works of the Late Dr. Benjamin Franklin Consisting of His Life, Written by Himself: Together with Essays, Humorous, Moral and Literary, Chiefly in the Manner of the Spectator: to Which Is Added, Not in Any Other Edition, an Examination Before the British House of Lords Respecting the Stamp Act.  Philadelphia: Wm. W. Woodward, 1801.
- Franklin, Benjamin. The Complete Works in Philosophy, Politics, and Morals, of the Late Dr. Benjamin Franklin, Now First Collected and Arranged: With Memories of His Early Life.  Edited by Marshall. London: J. Johnson, and Longman, Hurst, Rees and Orme, 1806.
- Franklin, Benjamin. Memoirs of the life and writings of Benjamin Franklin. Edited by William Franklin. Philadelphia: T.S. Manning, 1818.
- Franklin, Benjamin. The Life of the Late Dr. Benjamin Franklin. New York. Evert Duyckinck, 1813.
- Franklin, Benjamin. Memoirs of the life and writings of Benjamin Franklin. London: Henry Colburn, 1818.
- Franklin, Benjamin. The works of Dr. Benjamin Franklin.  Philadelphia: B.C. Buzby, 1818.
- Franklin, Benjamin. Mémoires sur la vie de Benjamin Franklin écrits par lui-même. Paris: Jules Renouard, 1828.
- Franklin, Benjamin. Memoirs of Benjamin Franklin.  Edited by William Temple Franklin, William Duane, George B. Ellis, and Henry Stevens. Philadelphia: M'Carty & Davis, 1831.
- Franklin, Benjamin. The works of Benjamin Franklin.  Edited by Jared Sparks. Boston: Hilliard, Gray, and Company, 1836–1840.
- Franklin, Benjamin. The Life of Benjamin Franklin.  Edited by Jared Sparks. Boston: Tappan and Dennet, 1844.
- Franklin, Benjamin. Benjamin Franklin: His Autobiography; With a Narrative of His Public Life and Services.  Edited by Weld, H. Hastings. New York: Harper and Bros., 1849.
- Franklin, Benjamin. The Autobiography of Benjamin Franklin: published verbatim from the original manuscript, by his grandson, William Temple Franklin. Edited by Jared Sparks. London:  Henry G. Bohn, 1850.
- Franklin, Benjamin. Benjamin Franklin's Autobiography.  Leipzig: Alphons Dürr, 1858.
- Franklin, Benjamin. Autobiography of Benjamin Franklin edited from his manuscript. Edited by John Bigelow. Philadelphia: J.B. Lippincott & Co., 1868.
- Franklin, Benjamin. The Life of Benjamin Franklin.  Edited by John Bigelow. Philadelphia: J.B. Lippincott, 1874.
- Franklin, Benjamin. Franklin's boyhood: from his autobiography. Old South Leaflets, No. 5. Boston: Beacon Press, 1883. Google books
- Franklin, Benjamin. The Autobiography of Benjamin Franklin edited by Professor Henry Morley. Cassell's National Library. London, Paris, New York & Melbourne: Cassell & Company, 1883
- Franklin, Benjamin. The autobiography of Benjamin Franklin, and a sketch of Franklin's life from the point where the autobiography ends, drawn chiefly from his letters. With notes and a chronological historical table. Boston: Houghton, 1886.
- Franklin, Benjamin. The Complete Works of Benjamin Franklin: Including His Private as Well as His Official and Scientific Correspondence, and Numerous Letters and Documents Now for the First Time Printed, With Many Others Not Included in any Former Collection: Also the Unmutilated and Correct Version of his Autobiography.  Edited by John Bigelow and Henry Bryan Hall. New York and London: G. P. Putnam's Sons, 1887–1888.
- Franklin, Benjamin. The Autobiography of Benjamin Franklin.  New York and London: G. P. Putnam's Sons, 1889.
- Franklin, Benjamin. The autobiography of Benjamin Franklin. Prepared for use in schools.  Edited by J. W. Abernethy. English Classic Series. no. 112–113. New York: Charles E. Merrill Co., 1892.
- Franklin, Benjamin. The Autobiography of Benjamin Franklin.  Philadelphia: H. Altemus, 1895.
- Franklin, Benjamin. The Autobiography of Benjamin Franklin.  New York and Cincinnati: American Book Company, 1896.
- Franklin, Benjamin. The Autobiography of Benjamin Franklin and a Sketch of Franklins Life: From the Point Where the Autobiography Ends.  Boston: Houghton, Mifflin, and Co., 1896.
- Franklin, Benjamin. The life of Benjamin Franklin: Franklin's autobiography with the continuation by Jared Sparks. Französische und Englische Schulbibliothek, 52. Edited by Franz Wüllenweber. Leipzig: Renger, 1899.
- Franklin, Benjamin. The Autobiography of Benjamin Franklin: Poor Richard's Almanac and other papers. New York: A. L. Burt Co., 1900.

## 主な日本語訳
- 『フランクリン自伝』松本慎一・西川正身訳、岩波文庫、改版2010年
- 『フランクリン自伝』渡辺利雄訳、新版・中公クラシックス、2004年
- 『すらすら読める新訳　フランクリン自伝』芝瑞紀訳、サンマーク出版、2023年